# Lente (rivière)
Pour les articles homonymes, voir Lente.
La Lente est une rivière de la Toscane.
Elle traverse l'extrémité sud-est de la province de Grosseto, avant de rejoindre le cours du fleuve Fiora, dont elle est le principal affluent oriental.
La Lente naît dans l'Area del Tufo (à l'est de Sorano, vers San Valentino) qu'elle traverse en particulier dans une vallée encaissée au niveau de Sorano, qu'elle contourne par le nord, surplombée par la nécropole étrusque de San Rocco, descend vers le sud-ouest, passe sous Pitigliano puis recueille les eaux de la Meleta et du Prochio, avant de rejoindre le Fiora après un cours de 30 km. Les eaux de la Lente, de la Maleta et du Prochio ont auparavant alimenté l'aqueduc de Pitigliano.

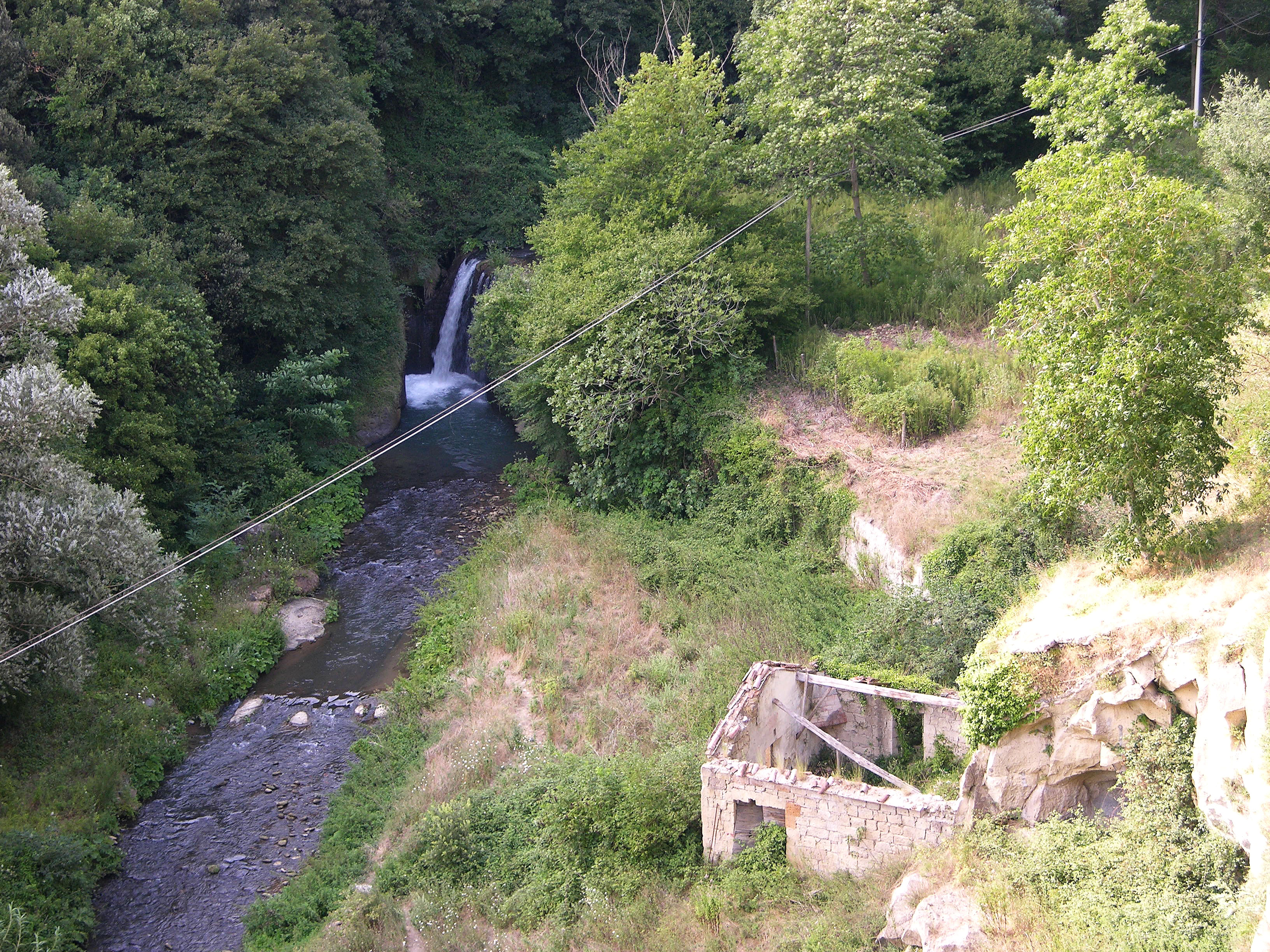
Chute d'eau Cascata del Vecchio Mulino (« Cascade du vieux moulin ») à Sorano
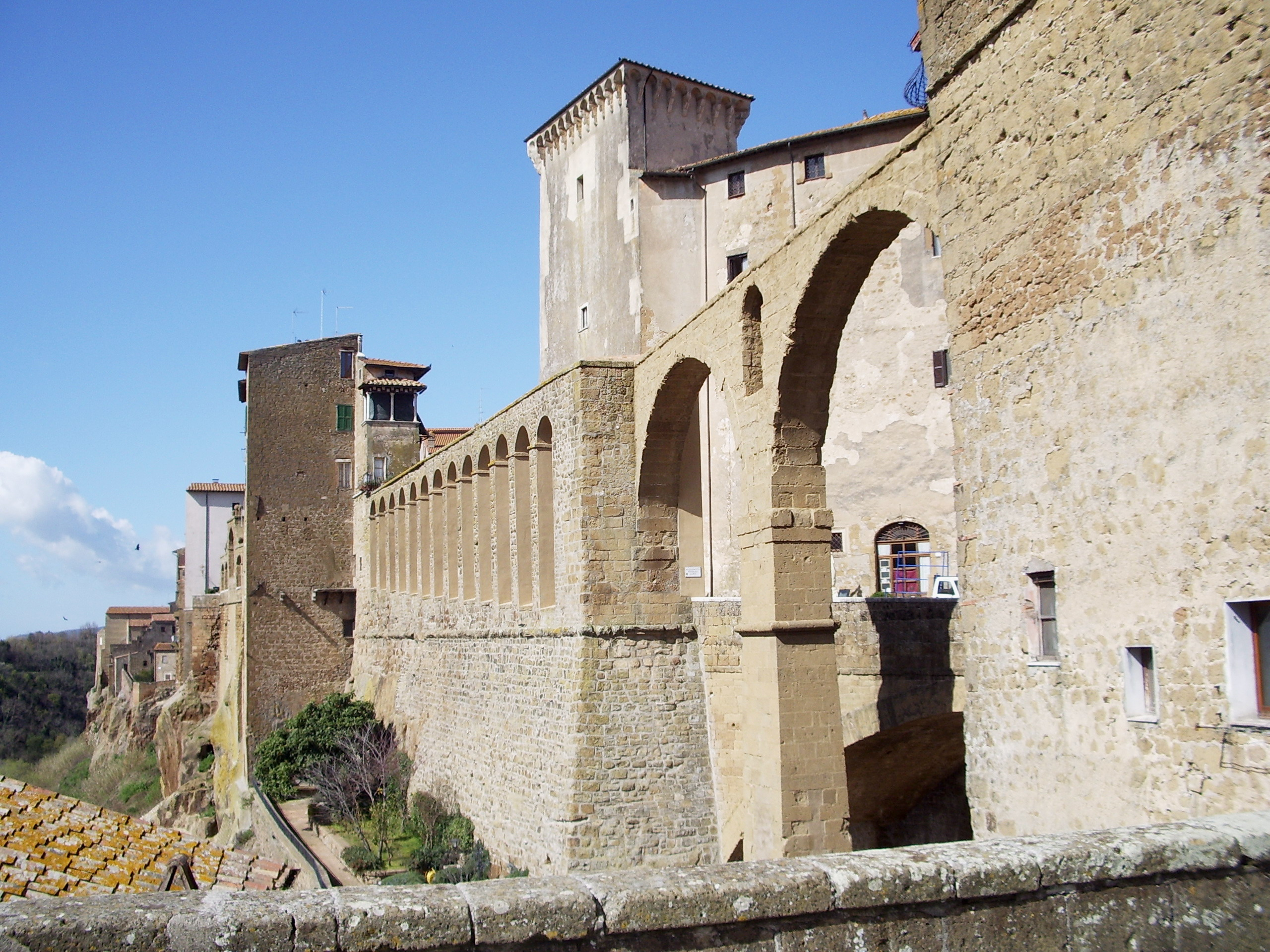
L'« aqueduc des médicis » (Acquedotto Mediceo) à Pitigliano
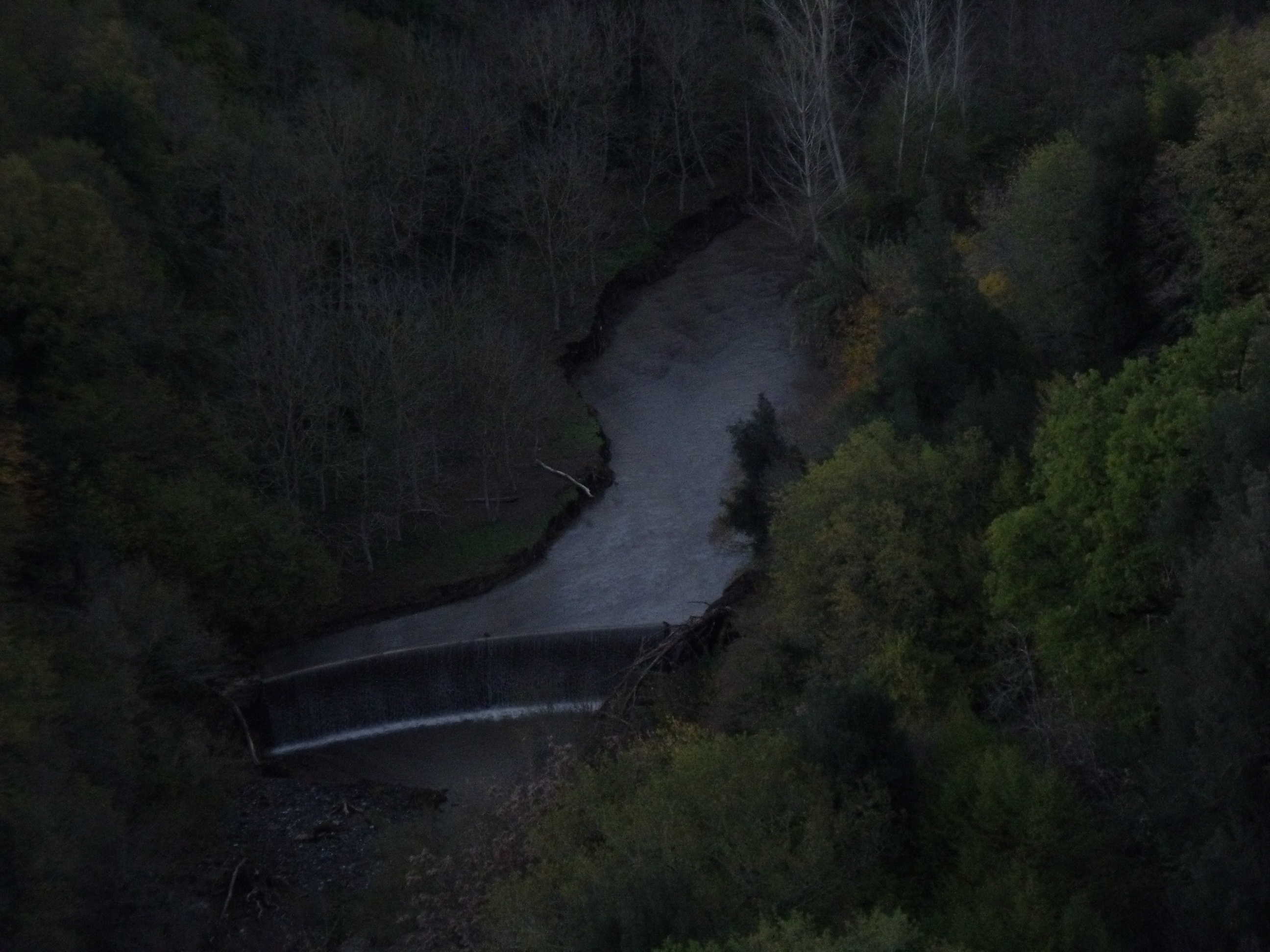
Chute d'eau Cascata del Londini à Pitigliano